# Rochester Royals 1945-1946
La stagione 1945-46 dei Rochester Royals fu la 1ª nella NBL per la franchigia.
I Rochester Royals arrivarono secondi nella Eastern Division con un record di 24-10. Nei play-off vinsero le semifinali con i Fort Wayne Zollner Pistons (3-1), vincendo poi il titolo battendo nella finale NBL gli Sheboygan Red Skins (3-0).

## Roster
| N° | Naz.                   | Ruolo | Sportivo        | Anno | Alt. | Peso |
| -- | ---------------------- | ----- | --------------- | ---- | ---- | ---- |
|    | Stati Uniti (bandiera) | AC    | George Glamack  | 1918 | 198  | 102  |
|    | Stati Uniti (bandiera) | G     | Red Holzman     | 1920 | 178  | 79   |
|    | Stati Uniti (bandiera) | GA    | Al Cervi        | 1917 | 180  | 77   |
|    | Stati Uniti (bandiera) | GA    | Bob Davies      | 1920 | 183  | 79   |
|    | Stati Uniti (bandiera) | GA    | Otto Graham     | 1921 | 185  | 89   |
|    | Stati Uniti (bandiera) | C     | John Mahnken    | 1922 | 203  | 100  |
|    | Stati Uniti (bandiera) | GA    | Andrew Levane   | 1920 | 188  | 86   |
|    | Stati Uniti (bandiera) | AC    | Al Negratti     | 1921 | 191  | 91   |
|    | Stati Uniti (bandiera) | A     | Tommy Rich      | 1916 | 191  | 84   |
|    | Stati Uniti (bandiera) | G     | Jack Garfinkel  | 1918 | 183  | 86   |
|    | Stati Uniti (bandiera) | AC    | Bob Fitzgerald  | 1923 | 196  | 86   |
|    | Stati Uniti (bandiera) | AC    | Chuck Connors   | 1921 | 196  | 86   |
|    | Stati Uniti (bandiera) | G     | Del Rice        | 1922 | 188  | 86   |
|    | Stati Uniti (bandiera) | G     | Buddy O'Grady   | 1920 | 180  | 73   |
|    | Stati Uniti (bandiera) | G     | Bernie Voorheis | 1922 | 178  | 68   |

## Staff tecnico
- Allenatore: Les Harrison